# William F. Allen
William Franklin Allen (* 19. Januar 1883 in Bridgeville, Delaware; † 14. Juni 1946 in Lewes, Delaware) war ein US-amerikanischer Politiker. Zwischen 1937 und 1939 vertrat er den Bundesstaat Delaware im US-Repräsentantenhaus.

## Werdegang
William Allen besuchte die öffentlichen Schulen in Bridgeville und Laurel. Dann zog er nach Seaford. Zwischen 1902 und 1922 arbeitete er in verschiedenen Stellungen für die Eisenbahngesellschaft Pennsylvania Railroad. Danach machte er sich als Versandhändler selbständig, indem er Obst und andere landwirtschaftliche Produkte versandte. Seit 1926 war Allen auch im Ölgeschäft. Politisch wurde Allen Mitglied der Demokratischen Partei. 1920 war er Delegierter zur Democratic National Convention. Zwischen 1925 und 1929 gehörte er dem Senat von Delaware an, wobei er 1927 als dessen Präsident amtierte. Allen war ein Anhänger von Präsident Franklin D. Roosevelt und dessen New-Deal-Politik.
1936 wurde Allen gegen den republikanischen Amtsinhaber J. George Stewart in das US-Repräsentantenhaus gewählt. Er trat sein Mandat am 3. Januar 1937 an und konnte es, nach einer Wahlniederlage gegen George S. Williams bei den Wahlen des Jahres 1938, nur bis zum 3. Januar 1939 ausüben. Nach dem Ende seiner Zeit im Kongress arbeitete Allen vor allem im Öl- und Benzingeschäft. Er starb 1946 in einem Krankenhaus in Lewes. William Allen war mit Addie M. Davies verheiratet, mit der er drei Kinder hatte.